# Musaranya elefant del Zambesi
La musaranya elefant del Zambesi (Elephantulus fuscus) es troba a Malawi, Moçambic i Zàmbia.
Habita la sabana.